# Gemeindebücherei Vaterstetten
Die Gemeindebücherei Vaterstetten ist die öffentliche Bibliothek der Gemeinde Vaterstetten im Landkreis Ebersberg unter kommunaler Trägerschaft.

## Geschichte
Die Bücherei wurde 1972 gegründet. Das Bibliotheksgebäude wurde in unmittelbarer Nähe zur Grund- und Mittelschule Vaterstetten erbaut und hat eine Nutzfläche von rund 500 m². Zu Beginn umfasste der Bestand noch etwa 2.100 Bücher.
Im Jahr 2009 wurde der Förderverein gegründet, der die Bücherei über das Tagesgeschäft hinaus unterstützt.
Für ihre Veranstaltungsreihe zum 50-jährigen Bestehen im Jahr 2022 erhielt die Gemeindebücherei den Sonderpreis des Bayerischen Bibliothekspreises des Bayerischen Bibliotheksverbands.
Im Jahr 2022 umfasste das Büchereipersonal sechs Mitarbeiterinnen.
Nachdem die Grund- und Mittelschule im Jahr 2019 in das neu gebaute Schulgebäude am Sportzentrum Vaterstetten umzog, ist der Abriss des rund 1,6 ha großen alten Schulareals samt Bücherei geplant. Für die Bücherei ist ein Neubau nach 2030 geplant, da die Räumlichkeiten zu klein und nicht sanierungsfähig seien. Über den Standort des Neubaus gibt es noch keine Entscheidung (Stand: März 2025).

## Bestand und Angebote
Zur Ausleihe von Medien ist eine Mitgliedschaft erforderlich. Für Kinder und Jugendliche unter 18 Jahren ist diese kostenfrei; Erwachsene zahlen eine jährliche Gebühr.
Das Angebot umfasste 2022 etwa 38.000 Medien. Dazu gehören neben gedruckten Büchern, Comics, Zeitschriften und Tageszeitungen auch Filme, Hörspiele, Hörbücher, Gesellschaftsspiele, Lernspiele von Tiptoi und Bookii sowie Toniebox-Figuren. Einen großen Anteil des Angebots macht die Kinder- und Jugendbuchabteilung mit etwa 12.000 Büchern aus. Aktive Mitglieder erhalten zudem Zugriff auf die Onleihe, etwa für E-Books, sowie auf die Online-Ausgabe der Brockhaus Enzyklopädie.
Pro Jahr finden etwa 160.000 Ausleihen in physischer und digitaler Form statt (Stand: 2022).